# Paul Gervais
Paul Gervais (właśc. François-Louis Paul Gervais) (ur. 26 września 1816, zm. 10 lutego 1879) – francuski zoolog i paleontolog.

## Życiorys
Studiował w Paryżu, gdzie był uczniem zoologa i anatoma Henri de Blainville. Tam uzyskał dyplomy doktora w dziedzinie nauki i medycyny. W 1835 roku rozpoczął badania paleontologiczne jako asystent w laboratorium anatomii porównawczej w Muzeum Historii Naturalnej w Paryżu. W 1841 objął katedrę zoologii i anatomii porównawczej na Wydziale Nauk w Montpellier, zaś w 1856 stanowisko dziekana wydziału.
W latach 1848–1852 rozpoczął pracę nad swym dziełem Zoologie et paléontologie françaises, które stanowiło uzupełnienie paleontologicznych publikacji Georges’a Cuviera i Henri de Blainville. Najszersze, poszerzone wydanie tej pozycji miało miejsce w 1859. W 1865 przyjął stanowisko profesora zoologii na Sorbonie, zwolnione na skutek wskutek śmierci Louisa Pierre’a Gratioleta. Stanowisko to zwolnił w 1868, gdy objął katedrę anatomii porównawczej w paryskim Muzeum Historii Naturalnej. Za jego kadencji zbiory uległy znacznemu poszerzeniu.

## Publikacje
- Zoologie et paléontologie françaises (1848–1852)
- Histoire naturelle des Mammifères (1854–1855)
- Éléments des sciences naturelles : zoologie comprenant l’anatomie, la physiologie, la classification et l’histoire naturelle des animaux, 1866
- Zoologie et Paléontologie générales.